# اداره سرزمین‌های اشغالی دشمن
ادارهٔ سرزمین‌های اشغالی دشمن (به انگلیسی: Occupied Enemy Territory Administration)(اختصاری او-ای-تی-اِی) یک اداره نظامی مشترک میان بریتانیا، فرانسه و عرب‌ها بر استان‌های شامی امپراتوری عثمانی سابق بین سال‌های ۱۹۱۷ تا ۱۹۲۰ بود که در ۲۳ اکتبر ۱۹۱۷ به دنبال کمپین سینا و فلسطین و انقلاب عربی در جنگ جهانی اول تأسیس شد. اگرچه اعلام موجودیت این اداره توسط ارتش بریتانیا، که کنترل منطقه را در دست داشتند، اعلام شد، اما در ۳۰ سپتامبر ۱۹۱۸ توافقی بین فرانسه و بریتانیا صورت گرفت که در آن توافق شد که بریتانیا در برخی موارد کنترل فرانسوی‌ها را در اختیار بگیرد. بر اساس «طرح شریفی» که توسط تواس لارنس مطرح شد، در نوامبر ۱۹۱۸ کنترل مشترک منطقه شرقی به هاشمی‌ها داده شد.
پس از اشغال ولایت آدانا (منطقه کیلیکیا) در دسامبر ۱۹۱۸، قلمرو جدیدی به نام او-ای-تی-اِی شمالی تأسیس شد. 
در سال ۱۹۲۰ پس از واگذاری قیمومیت سوریه و لبنان و قیمومت بریتانیا بر فلسطین در کنفرانس ۱۹–۲۶ آوریل ۱۹۲۰ در سن رمو، دولت او-ای-تی-اِی غربی و جنوبی پایان یافت.
در او-ای-تی-اِی شرقی، اداره بریتانیا پس از خروج نیروهای بریتانیا از قلمرو در نوامبر ۱۹۱۹، و پس از آن اعلامیه پادشاهی عرب سوریه در همان منطقه پایان یافت. پس از شکست فرانسویان از ملک فیصل در ژوئیه ۱۹۲۰، این منطقه به دو بخش تقسیم شد. بخش شمالی این قلمرو با او-ای-تی-اِی غربی که توسط فرانسه اداره می‌شد ترکیب شد و بخش جنوبی به سرزمین هیچ‌کس تبدیل شد و بعداً به امارت فرااردن تبدیل شد. 
به دلیل موفقیت در جنگ استقلال ترکیه، سنجق‌های مرعش، عینتاب و اورفا از استان حلب سابق پس از سال ۱۹۲۱ در ترکیه باقی ماندند. همچنین، بخش‌های آنتاکیا و اسکندرون سنجق حلب در سال ۱۹۳۸ به عنوان جمهوری ختای هم جدا شدند. سپس این جمهوری در سال ۱۹۳۹ بخشی از ترکیه شد.

## تاریخ

### شروع
|        | جنوب   | غرب       | شرق       | جمع کل    |
| ------ | ------ | --------- | --------- | --------- |
| مسلمان | ۵۱۵۰۰۰ | ۶۰۰۰۰۰    | ۱٬۲۵۰٬۰۰۰ | ۲٬۳۶۵٬۰۰۰ |
| مسیحی  | ۶۲۵۰۰  | ۴۰۰۰۰۰    | ۱۲۵۰۰۰    | ۵۸۷۵۰۰    |
| دروزی  |        | ۶۰۰۰۰     | ۸۰۰۰۰     | ۱۴۰۰۰۰    |
| یهودی  | ۶۵۰۰۰  | ۱۵۰۰۰     | ۳۰۰۰۰     | ۱۱۰۰۰۰    |
| دیگر   | ۵۰۰۰   | ۲۰۰۰۰     | ۲۰۰۰۰     | ۴۵۰۰۰     |
| جمع کل | ۶۴۷۵۰۰ | ۱٬۰۹۵٬۰۰۰ | ۱٬۵۰۵٬۰۰۰ | ۳٬۲۴۷٬۵۰۰ |

در ۲۳ اکتبر ۱۹۱۸، به دنبال شکست نیروهای بریتانیا و عرب از امپراتوری عثمانی، فیلد مارشال ادموند آلنبی اعلام کرد که سوریه عثمانی قرار بودبه سه زیر واحد اداری تقسیم شود، که تفاوت بسیار کمی با تقسیمات عثمانی قبلی داشت:
- او-ای-تی-اِی جنوبی، متشکل از متصرفات عثمانی اورشلیم و سنجق‌های نابلس و عکا. این اولین تعریف اداری از آنچه قرار بود فلسطین تحت قیمومیت شود بود.[۵]
- او-ای-تی-اِی غرب (در اصل او-ای-تی-اِی شمالی، دو ماه بعد تغییر نام داد) متشکل از ولایت بیروت عثمانی، متصرفات کوه لبنان، سنجاق لاذقیه، و تعدادی از مناطق فرعی. و
- او-ای-تی-اِی شرق متشکل از ولایت دمشق عثمانی و بخش جنوبی ولایت حلب. بعداً قرار شد فرمانداران حلب از اشغال زور حمایت کنند. منطقه معان و عقبه توسط او-ای-تی-اِی شرق اداره می‌شد و حجاز مدعی آن بود.

در دسامبر ۱۹۱۸، به دنبال اشغال منطقه کیلیکیه، منطقه جدیدی ایجاد شد.
- او-ای-تی-اِی شمالی، متشکل از ولایت آدانا

### رویدادهای بعدی

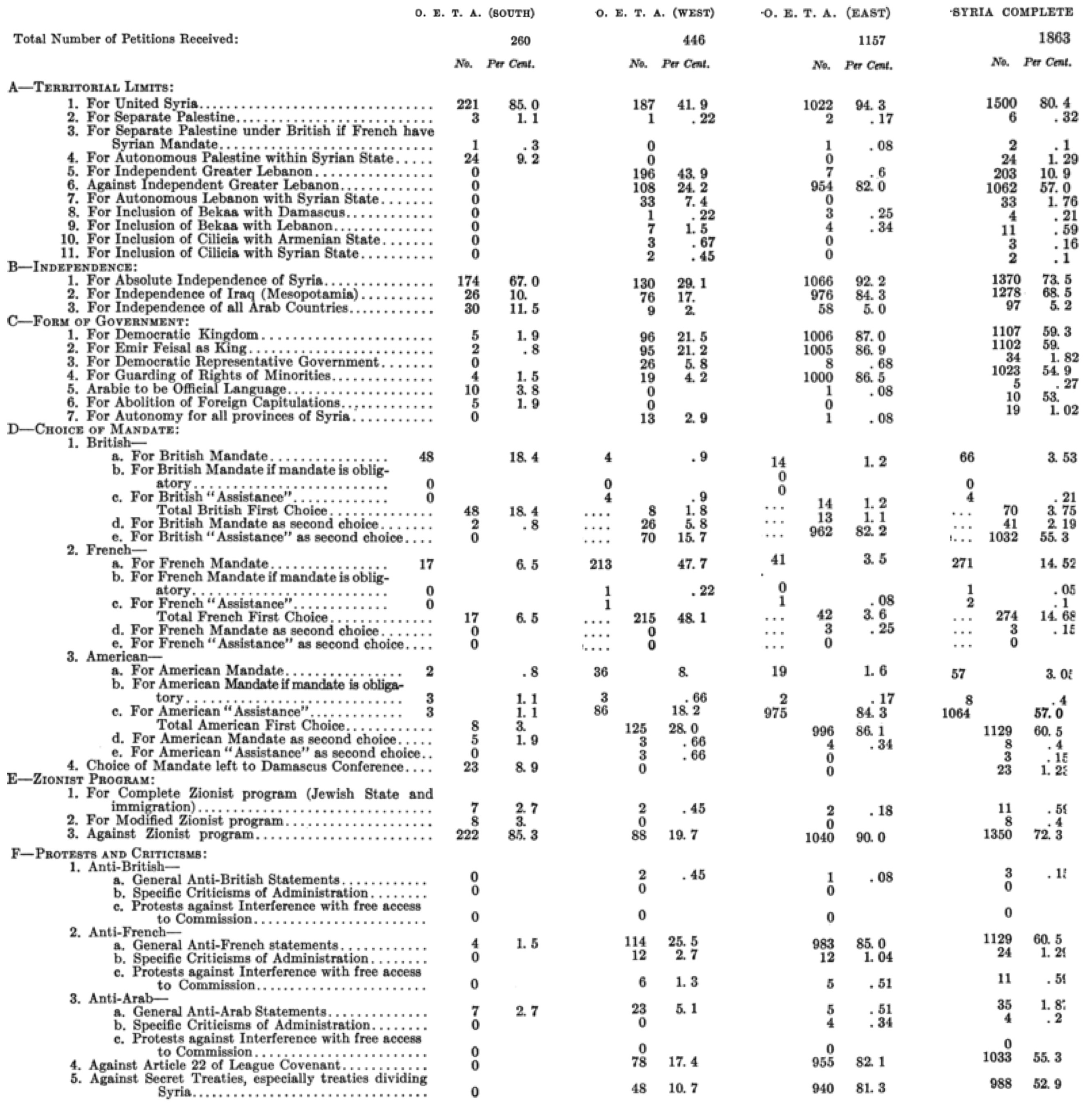
نتایج کمیسیون کینگ-کرین درخواست‌های دریافتی از او-ای-تی-اِی جنوبی (به فلسطین تبدیل شد)، او-ای-تی-اِی غربی (به لبنان و سوریه غربی تبدیل شد) و او-ای-تی-اِی شرقی (به سوریه و ماوراء اردن تبدیل شد). از آن به عنوان «اولین نظرسنجی از افکار عمومی عرب» یاد شده‌است.

در این دولت نیازهای فوری مردم تأمین شد، دانه بذر و دام وارد و توزیع شد، منابع مالی با شرایط آسان از طریق بانکداران ارتش در دسترس قرار گرفت، ارز ثابتی ایجاد شد و خدمات پستی احیا شد. آلنبی اصرار داشت که تا زمانی که مدیریت نظامی لازم است، مسئولیت او باقی می‌ماند.

## اداره‌ها

### او-ای-تی-اِی جنوب
این منطقه به چهار ناحیه تقسیم شد: اورشلیم، یافا، مجدل و بئر السبع، که هر کدام زیر نظر یک فرماندار نظامی بودند.
هر دو مدیر اول بریتانیا، ژنرال مانی و واتسون، به دلیل عدم حمایت از صهیونیست‌ها بر عرب‌ها توسط لندن برکنار شدند. هنگامی که دولت او-ای-تی-اِی پایان یافت، هربرت ساموئل سیاستمدار صهیونیستی به عنوان اولین مدیر غیرنظامی منصوب شد. ساموئل پذیرش این نقش و پایان مدیریت نظامی را در سندی که اغلب نقل می‌شود، ثبت کرده‌است: «دریافت شده از سرلشکر سر لوئیس جی. بولز KCB—One Palestine، کامل».

### او-ای-تی-اِی شرق
او-ای-تی-اِی شرق یک اداره نظامی مشترک عرب‌ها و بریتانیا بود. ارتش عرب و بریتانیا در ۱ اکتبر ۱۹۱۸ وارد دمشق شدند و در ۳ اکتبر ۱۹۱۸ علی رضا الرکابی به عنوان فرماندار نظامی او-ای-تی-اِی شرقی منصوب شد. شاهزاده فیصل پسر ملک حسین مکه در ۴ اکتبر وارد دمشق شد و ریکابی را به عنوان رئیس شورای مدیران (یعنی نخست‌وزیر) سوریه منصوب کرد.
تعریف مرز او-ای-تی-اِی شرق ابهاماتی را در جنوب و شرق ایجاد کرد که منجر به ادعاهای رقیب از سوی پادشاهی حجاز و عراق اشغالی شد.

## شروع و اداره
او-ای-تی-اِی در ۲۳ اکتبر ۱۹۱۸ تحت قوانین پذیرفته شده اشغال نظامی تأسیس شد.

## از هم پاشیدگی

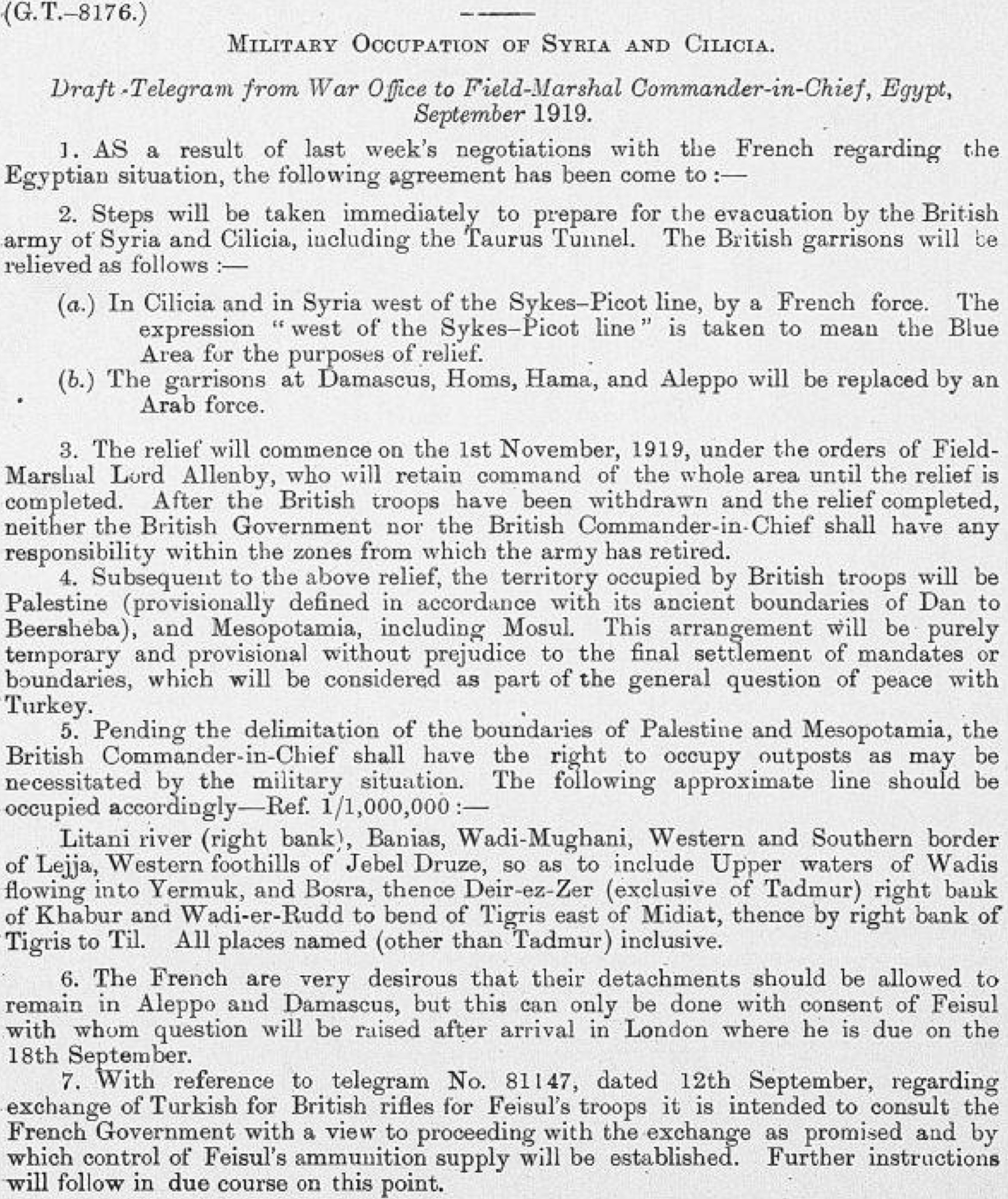
این پیش نویس تلگرام بریتانیا در سپتامبر ۱۹۱۹ که دستور خروج نیروهای بریتانیایی از مناطق فرانسوی و عرب او-ای-تی-اِی را صادر می‌کرد، اندکی پس از کنفرانس فرانسه و بریتانیا در دوویل تهیه شد. خط در نقطه ۵ به «خط دوویل» معروف شد.

ادارات او-ای-تی-اِی در زمان‌های مختلف در هر یک از مناطق، پس از انتصاب رسمی ادارات مدنی (قبل از اجرایی شدن رسمی دستورات) منحل شدند:
- او-ای-تی-اِی جنوب: ۱ ژوئیه ۱۹۲۰، هربرت ساموئل به عنوان کمیسر عالی فلسطین منصوب شد.
- او-ای-تی-اِی شمال: ۳۱ اوت ۱۹۲۰، هانری گوراود دولت لبنان بزرگ را اعلام کرد، دولت علوی و سنجاق الکساندرتا در ایالت حلب ادغام شد.
- او-ای-تی-اِی شرق: ۲۶ نوامبر ۱۹۱۹، زمانی که بریتانیا به نفع سوریه عقب‌نشینی کرد.[۱۲]

## کتابشناسی - فهرست کتب
- Biger, Gideon (2005), The Boundaries of Modern Palestine, 1840-1947. London: Routledge. شابک ‎۰−۷۱۴۶−۵۶۵۴−۲ISBN ۰-۷۱۴۶-۵۶۵۴-۲.

الگو:Mandatory Palestine topics